# Sarcophaga patriciae
Sarcophaga patriciae är en tvåvingeart som först beskrevs av Carroll William Dodge 1965.  Sarcophaga patriciae ingår i släktet Sarcophaga och familjen köttflugor.
Artens utbredningsområde är Bahamas. Inga underarter finns listade i Catalogue of Life.